# Cyphocharax stilbolepis
Cyphocharax stilbolepis és una espècie de peix de la família dels curimàtids i de l'ordre dels caraciformes.

## Morfologia
- Els mascles poden assolir 10,8 cm de llargària total.[4]

## Hàbitat
Viu en zones de clima tropical.

## Distribució geogràfica
Es troba a Sud-amèrica: conques dels rius Tocantins i Xingu al Brasil.